# Lydda gressitti
Lydda gressitti är en insektsart som beskrevs av Van Stalle 1990. Lydda gressitti ingår i släktet Lydda och familjen Derbidae. Inga underarter finns listade i Catalogue of Life.